# Umorismo nella musica

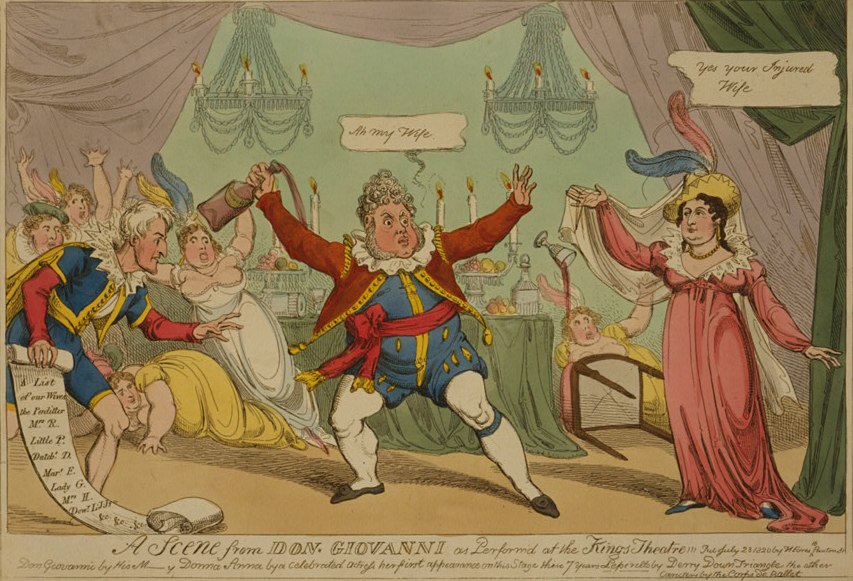
Stampa umoristica raffigurante una rappresentazione del Don Giovanni di Mozart

Il rapporto tra musica e umorismo è stato oggetto di studio da parte di molti esperti del settore.
Scopo degli artisti e compositori umoristici è quello di trovare un'intesa con l'ascoltatore, sfruttando una serie di codici linguistici e specifiche condotte sonore, tra cui l'imprevedibilità e lo scambio e mescolanza di generi.
L'umorismo in musica, che aveva avuto modo di attecchire nell'antichità e in epoca moderna (qualcuno considera Mozart, Haydn e Beethoven i primi umoristi), ha trovato terreno fertile tanto nelle produzioni colte quanto nel teatro e nelle espressioni di musica popular.

## Espressioni di comicità in musica

### Parodia musicale
Benché non siano da considerarsi sempre umoristiche, molti artisti e compositori hanno trovato un punto di riferimento nelle parodie, ovvero brani o motivi che hanno subito delle modifiche nelle note e nel testo, oppure emulazioni della stilistica di un compositore. Delle parodie si ha testimonianza dal Rinascimento, come confermano le messe parodia.

### Novelty song
Degne di menzione sono le novelty song, ovvero brani leggeri, umoristici e insoliti con testi che possono essere nonsense, satirici o su argomenti attuali.

### Nel teatro musicale

#### Commedia dell'arte
La commedia dell'arte è un approccio teatrale emerso durante il Cinquecento e tramontato con il teatro goldoniano che conciliava musica, canto e teatro.

#### Opera comica
L'umorismo ha avuto modo di esprimersi anche attraverso le molte forme di opera comica, ovvero quella commedia per musica di origine seicentesca, diffusasi dapprima in Europa e poi nel Nord America, incentrata perlopiù su storie sentimentali.